# Datsun Fairlady 1600
Podobnost mezi modelem Datsun Fairlaidy a MGB je jistě udivující. Datsun byl uveden poprvé v r. 1961 na tokijském autosalonu a MGB následoval o rok později. Typ Fairlady byl v té době určitě nejsilnějším vozem o obsahu 1500 cm³ a během let se podstatně zdokonalil. Byl předzvěstí úrovně rozvíjejícího se japonského automobilového průmyslu. Pozdější dvoulitrová verze z roku 1967 mohla dosáhnout až 200 km/h. Během devíti let se prodalo 40 000 vozů.